# Gruben Nestor und Peter
Die Gruben Nestor und Peter sind ehemalige Buntmetallerzgruben im Bensberger Erzrevier in Rösrath. Sie lagen nebeneinander zwischen Johannisberg, Bleifeld und Honrath.

## Geschichte
Zunächst muss festgestellt werden, dass die beiden Grubenfelder Nestor und Peter in einem Atemzug erwähnt werden. Es handelt sich zwar um zwei nebeneinander liegende Felder, sie werden aber auf einem gemeinsamen Situationsriss vom 21. September 1874 aufgeführt. Außerdem sind alle Urkunden in einer gemeinsamen Berechtsamsakte abgelegt. Es sind hier nur einzelne Schürfarbeiten durchgeführt worden, so dass man davon ausgehen kann, dass eine Wirtschaftlichkeit insgesamt nicht vorgelegen hat.

### Grubenfeld Nestor
Für das Grubenfeld Nestor ist das Datum der Mutung nicht bekannt. Am 29. Juli 1874 fand eine Klärung der Feldesgrenzen statt. Die Schlussverhandlung über die Mutung auf Eisen-, Blei-, Zink- und Kupfererze datiert vom 14. August 1874. Ein Verleihungsdatum ist nicht bekannt; möglicherweise fällt es zusammen mit der Verleihung der Grube Peter am 21. September 1874. Es liegen zwei Jahresberichte für die Jahre 1909 und 1910 vor. Danach hat ein Arbeiter den Fundstollen auf 18,5 m ergebnislos aufgewältigt. Es handelte sich offensichtlich um einen nicht gebauten Gang, bei dem es sich bei den Arbeiten nur um Schürfe gehandelt hat.

### Grubenfeld Peter
Die AG Phönix zu Laar mutete das Grubenfeld durch seinen Steiger Stader am 15. Januar 1873. Wegen der Abgrenzung gab es Streitigkeiten, über die am 29. Juli 1874 verhandelt wurde. Nach der Schlussverhandlung am 14. August 1873 erfolgte daher eine neue Mutung am 19. Februar 1874. Die Verleihung wurde daraufhin am 21. September 1874 auf Eisen-, Zink-, Blei- und Kupfererze vorgenommen. Ausgenommen von der Verleihung waren die Grubenfelder, die bereits früher verliehen worden waren, wie zum Beispiel Grube Gustav Bischof, Grube Wallenstein und Grube Wallenstein II. Über Betriebstätigkeiten ist nichts bekannt.